# Terry Gathercole
Terrence Stephen Gathercole (Tallimba, Australia, 25 de noviembre de 1935-Canberra, 30 de mayo de 2001) fue un nadador australiano especializado en pruebas de estilo libre, donde consiguió ser subcampeón olímpico en 1960 en los 4 x 100 metros estilos.

## Carrera deportiva
En los Juegos Olímpicos de Roma 1960 ganó la medalla de plata en los relevos de 4 x 100 metros estilos, con un tiempo 4:12.0 segundos, tras Estados Unidos (oro) y por delante de Japón (bronce); sus compañeros de equipo fueron los nadadores: David Theile, Neville Hayes y Geoff Shipton.